# Taasif
Taasif (en árabe: تاسيفت‎, en lenguas bereberes: ⵜⴰⵙⵉⴼⵜ, en francés: Tassift) es un municipio marroquí en la región de Tánger-Tetuán-Alhucemas. Desde 1912 hasta 1956 perteneció a la zona norte del Protectorado español de Marruecos.